# Olympisk atlet fra Rusland i 2018
De olympiske atleter fra Rusland deltog ved vinter-OL 2018 i Pyeongchang i Sydkorea i perioden 9. – 25. februar 2018 med 168 deltagere i 15 sportsgrene.

## Baggrund
Den 5. december 2017 godkendte IOC's eksekutivkomité undersøgelsesrapporten om "systemisk manipulation af anti-dopingreglerne og -systemet i Rusland under vinter-OL 2014 i Sotji, Rusland, samt de forskellige niveauer af administrativt, juridisk og kontraktmæssigt ansvar".
IOC's reaktion på rapporten var en udelukkelse af den russiske olympiske komité fra vinter-OL 2018 i Pyeongchang, Sydkorea.
Samtidig åbnede IOC op for at russiske atleter med en beviselig historie om ingen involvering i den systematiske doping kunne blive særligt inviteret med til vinter-OL 2018 efter IOC's nærmere retningslinjer. Sådanne russiske atleter vil optræde i en uniform med betegnelsen Olympisk atlet fra Rusland (Olympic Athlete from Russia (OAR)) og under det olympiske flag.
Endelig blev en række navngivne russiske embedsmænd udelukket fra deltagelse i fremtidige olympiske arrangementer. IOC's Invitation Review Panel og Olympic Athlete from Russia Implementation Group (OARIG) har siden udarbejdet en liste over olympiske atleter fra Rusland i 2018, som efterfølgende vil blive yderligere vurderet og muligvis inviteret med til legene.

## Deltagere
Følgende atleter vil deltage i nedennævnte sportsgrene: 
| Sportsgren             | Herrer | Damer | Total |
| ---------------------- | ------ | ----- | ----- |
| Alpint skiløb          | 3      | 2     | 5     |
| Bobslæde               | 6      | 4     | 10    |
| Curling                | 1      | 6     | 7     |
| Hurtigløb på skøjter   | 1      | 2     | 3     |
| Freestyle skiløb       | 10     | 12    | 22    |
| Ishockey               | 25     | 23    | 48    |
| Kunstskøjteløb         | 7      | 8     | 15    |
| Kælk                   | 7      | 1     | 8     |
| Langrend               | 7      | 5     | 12    |
| Nordisk kombineret     | 1      | 0     | 1     |
| Kortbaneløb på skøjter | 3      | 4     | 7     |
| Skeleton               | 2      | 0     | 2     |
| Skihop                 | 4      | 4     | 8     |
| Skiskydning            | 2      | 2     | 4     |
| Snowboard              | 9      | 7     | 16    |
| Total                  | 88     | 80    | 168   |

## Medaljer
| 2018 Pyeongchang                  | Guld | Sølv | Bronze | Total |
| Olympisk atlet fra Rusland i 2018 | 2    | 6    | 9      | 17    |

### Medaljevindere
| Medalje             | Navn | Sport                  | Event                    | Dato              |  |
| ------------------- | --- | ---------------------- | ------------------------ | ----------------- |  |
| Guld                | Alina Zagitova | Kunstskøjteløb         | Damernes single          | 23. februar       |  |
| Guld                | \| Sergei Andronov \| \| Bogdan Kiselevich \| \| Vadim Shipachyov \| \| \| Alexander Barabanov \| \| Vasily Koshechkin \| \| Sergei Shirokov \| \| \| Pavel Datsyuk \| \| Ilya Kovalchuk \| \| Ilya Sorokin \| \| \| Vladislav Gavrikov \| \| Alexey Marchenko \| \| Ivan Telegin \| \| \| Mikhail Grigorenko \| \| Sergei Mozyakin \| \| Vyacheslav Voynov \| \| \| Nikita Gusev \| \| Nikita Nesterov \| \| Egor Yakovlev \| \| \| Ilya Kablukov \| \| Nikolai Prokhorkin \| \| Artyom Zub \| \| \| Sergey Kalinin \| \| Igor Shestyorkin \| \| Andrei Zubarev \| \| \| Kirill Kaprizov \| \| \| \| \| \| | Ishockey               | mændenes turnering       | 25. februar       |  |
| Sølv                | Mikhail Kolyada Evgenia Medvedeva Alina Zagitova Evgenia Tarasova Vladimir Morozov Natalia Zabiiako Alexander Enbert Ekaterina Bobrova Dmitri Soloviev | Kunstskøjteløb         | Hold event               | 12. februar       |  |
| Sølv                | Nikita Tregubov | Skeleton               | Herrer                   | 16. februar       |  |
| Sølv                | Aleksandr Bolshunov Aleksey Chervotkin Andrey Larkov Denis Spitsov | Langrend               | Mændenes stafet          | 18. februar       |  |
| Sølv                | Aleksandr Bolshunov Denis Spitsov | Langrend               | Mændenes holdsprint      | 21. februar       |  |
| Sølv                | Evgenia Medvedeva | Kunstskøjteløb         | Damernes single          | 23. februar       |  |
| Sølv                | Aleksandr Bolshunov | Langrend               | Mændenes 50 km klassisk  | 24. februar       |  |
| Bronze              | Semion Elistratov | Kortbaneløb på skøjter | Herrernes 1500 meter     | 10. februar       |  |
| Bronze              | Yulia Belorukova | Langrend               | Damernes sprint          | 13. februar       |  |
| Bronze              | Aleksandr Bolshunov | Langrend               | Herrerenes sprint        | 13. februar       |  |
| Bronze              | Denis Spitsov | Langrend               | Mændenes 15 km freestyle | 16. februar       |  |
| Bronze              | Natalya Voronina | Hurtigløb på skøjter   | Damernes 5000 m          | 16. februar       |  |
| Bronze              | Yulia Belorukova Anna Nechaevskaya Natalia Nepryaeva Anastasia Sedova | Langrend               | Damernes holdstafet      | 17. februar       |  |
| Bronze              | Ilya Burov | Freestyle skiløb       | Herrerenes aerials       | 18. februar       |  |
| Bronze              | Sergey Ridzik | Freestyle skiløb       | Herrerenes ski cross     | 21. februar       |  |
| Bronze              | Andrey Larkov | Langrend               | Mændenes 50 km klassisk  | 24. februar       |  |
| Sergei Andronov     | | Bogdan Kiselevich      |                          | Vadim Shipachyov  |  |
| Alexander Barabanov | | Vasily Koshechkin      |                          | Sergei Shirokov   |  |
| Pavel Datsyuk       | | Ilya Kovalchuk         |                          | Ilya Sorokin      |  |
| Vladislav Gavrikov  | | Alexey Marchenko       |                          | Ivan Telegin      |  |
| Mikhail Grigorenko  | | Sergei Mozyakin        |                          | Vyacheslav Voynov |  |
| Nikita Gusev        | | Nikita Nesterov        |                          | Egor Yakovlev     |  |
| Ilya Kablukov       | | Nikolai Prokhorkin     |                          | Artyom Zub        |  |
| Sergey Kalinin      | | Igor Shestyorkin       |                          | Andrei Zubarev    |  |
| Kirill Kaprizov     | |                        |                          |                   |  |